# 2. slovenská fotbalová liga 1994/1995
V soubojích 2. ročníku 2. slovenské fotbalové ligy 1994/95 se utkalo 16 týmů dvoukolovým systémem podzim - jaro.
Nováčky soutěže se staly týmy FC Nitra (sestup z 1. ligy) a FK Ozeta Dukla Trenčín (vítěz 3. ligy – sk. Západ). V soutěži se zachránila rezerva 1. FC Košice, která sice skončila v minulé sezóně na sestupovém patnáctém místě, ale protože celky 3. ligy – sk. Východ protestovaly kvůli výsledkům posledního kola, tak od nich nepostoupil nikdo.
Vítězem a zároveň jediným postupujícím se stal tým FC Nitra. Druhý tým v pořadí Slovan Poľnohospodár Levice hrál baráž o 1. ligu s předposledním mužstvem 1. ligy FC Chemlon Humenné, ovšem po výsledcích 1:2 doma a 0:3 venku nakonec nepostoupil. Do 3. ligy sestoupily 4 mužstva - FK Slovan Duslo Šaľa, Magnezit ŠM Jelšava, ŠK Slovan Bratislava „B“ a 1. FC Košice „B“.

## Konečná tabulka
| Poř. | Tým                           | Z  | V  | R  | P  | VG | OG | B  |
| ---- | ----------------------------- | -- | -- | -- | -- | -- | -- | -- |
| 1.   | FC Nitra                      | 30 | 19 | 5  | 6  | 58 | 26 | 62 |
| 2.   | Slovan Poľnohospodár Levice   | 30 | 18 | 4  | 8  | 38 | 23 | 58 |
| 3.   | FC Artmedia Petržalka         | 30 | 18 | 3  | 9  | 57 | 26 | 57 |
| 4.   | TJ ŠM Gabčíkovo               | 30 | 15 | 5  | 10 | 53 | 38 | 50 |
| 5.   | FC Spartak ZŤS Dubnica n/V    | 30 | 13 | 6  | 11 | 40 | 38 | 45 |
| 6.   | ŠK Texicom Ružomberok         | 30 | 14 | 2  | 14 | 47 | 33 | 44 |
| 7.   | FK Ozeta Dukla Trenčín        | 30 | 13 | 5  | 12 | 54 | 40 | 44 |
| 8.   | ŠK Tesla Slovstav Stropkov    | 30 | 12 | 7  | 11 | 36 | 35 | 43 |
| 9.   | Slavoj Poľnohospodár Trebišov | 30 | 13 | 4  | 13 | 36 | 35 | 43 |
| 10.  | ŠK Matador Púchov             | 30 | 13 | 4  | 13 | 42 | 44 | 43 |
| 11.  | ŠKP Bratislava                | 30 | 11 | 8  | 11 | 46 | 41 | 41 |
| 12.  | FC Vráble                     | 30 | 10 | 10 | 10 | 32 | 37 | 40 |
| 13.  | FK Slovan Duslo Šaľa          | 30 | 10 | 5  | 15 | 40 | 53 | 35 |
| 14.  | Magnezit ŠM Jelšava           | 30 | 9  | 6  | 15 | 35 | 48 | 33 |
| 15.  | ŠK Slovan Bratislava „B“      | 30 | 7  | 2  | 21 | 33 | 76 | 20 |
| 16.  | 1. FC Košice „B“              | 30 | 5  | 4  | 21 | 22 | 73 | 19 |

Poznámky
- Rezervě Slovanu Bratislava byly odebrány tři body.
- Z = Odehrané zápasy; V = Vítězství; R = Remízy; P = Prohry; VG = Vstřelené góly; OG = Obdržené góly; B = Body

|  | postup do 1. ligy 1995/96                                         |
|  | neúspěšná baráž o 1. ligu (prohra 1:2 a 0:3 s FC Chemlon Humenné) |
|  | sestup do 3. ligy 1995/96                                         |